# آرخونا (کلمبیا)
آرخونا (کلمبیا) (به اسپانیایی: Arjona, Colombia) یک سکونتگاه مسکونی در کلمبیا است که در بخش بولیوار واقع شده‌است.

## خصوصیات
آرخونا ۵۶۶ کیلومترمربع مساحت و ۶۲٬۱۳۶ نفر جمعیت دارد و ۶۳ متر بالاتر از سطح دریا واقع شده‌است.